# Данилов, Валерий Александрович
Валерий Александрович Данилов (род. 21 сентября 1969, Должниково, Ульяновская область) — советский и белорусский самбист, дзюдоист и боец рукопашного боя, чемпион Белоруссии по дзюдо, чемпион и призёр чемпионатов Европы по самбо, трёхкратный чемпион мира по самбо, мастер спорта СССР международного класса, Заслуженный мастер спорта Республики Беларусь, тренер.

## Биография
Начал заниматься самбо в Тольятти. Его первым тренером был Заслуженный тренер России Юрий Сенкевич. В 1987 году стал победителем первенства СССР по самбо. В 1991 году стал чемпионом Белоруссии по дзюдо. В 1992 году стал бронзовым призёром чемпионата Европы, а в 1994 году стал чемпионом Европы по самбо. В 1992—1994 годах становился чемпионом мира по самбо.
Работает старшим тренером-преподавателем самбо МБУДО КСДЮСШОР № 13 «Волгарь». Является вице-президентом Федерации спортивного и боевого самбо Тольятти. Ряд его воспитанников являются победителями и призёрами городских, областных и всероссийских соревнований.
Занимался у тренера Анатолия Хмелева. Окончил Академию физического воспитания и спорта Республики Беларусь в 1993 году.